# 2660 Wasserman
2660 Wasserman è un asteroide della fascia principale del diametro medio di circa 10,35 km. Scoperto nel 1982, presenta un'orbita caratterizzata da un semiasse maggiore pari a 2,6175084 UA e da un'eccentricità di 0,1708597, inclinata di 12,32370° rispetto all'eclittica.

## Curiosità
L'asteroide è dedicato all'astronomo statunitense Lawrence H. Wasserman.